# Villa Thuret
Pour les articles homonymes, voir Thuret.

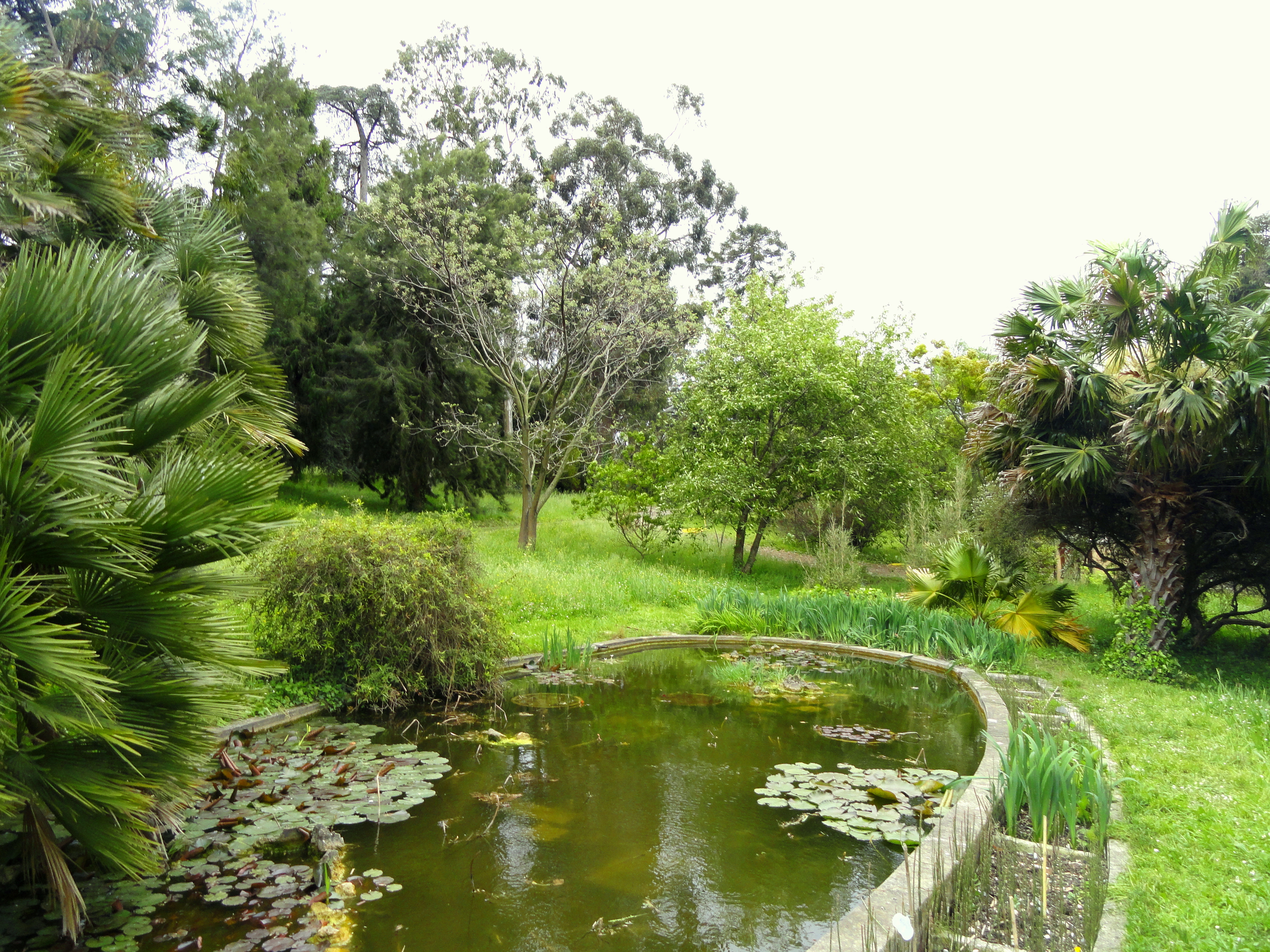
Vue d'une partie du jardin.

La Villa Thuret est un jardin botanique situé à Antibes, dans le département français des Alpes-Maritimes. La Villa est un site de recherche scientifique consacré à la botanique et à l'acclimatation des végétaux exotiques depuis 1857. Elle est rattachée actuellement à l'INRAE en tant qu'Unité Expérimentale Villa Thuret, du Centre de Recherches Centre Provence-Alpes-Côte d'Azur. Le site inclut 4 500 m2 de bâtiments divers (laboratoires, herbier, bibliothèque, etc.) et le Jardin Botanique de 3.5 ha,. Seul le Jardin Botanique est régulièrement ouvert au public.
Plusieurs partenaires d'INRAE sont actuellement hébergés sur le site : le Conservatoire d'espaces naturels de Provence-Alpes-Côte d'Azur, le Conservatoire Botanique National Méditerranéen, et le Centre Permanent d'Initiatives pour l'Environnement des Iles de Lérins Pays d’Azur.
Les ressources biologiques de la Villa Thuret sont utilisées dans des études de caractérisation botanique et d'expérimentation, dans le cadre de programmes scientifiques gérés par l'INRAE. Elles sont également utilisées pour la conservation de la biodiversité, pour l'enseignement et pour répondre à de nouveaux besoins (nouvelles espèces ornementales, nouveaux arbres urbains résistant à la sécheresse).

## Historique
La création du Jardin botanique de la Villa Thuret remonte à 1858 ; il est le fait de Gustave Adolphe Thuret, botaniste et algologue. Thuret est surtout reconnu à cette époque par ses travaux sur les algues en Normandie mais, pour des raisons de santé, il est obligé de s’installer dans le sud de la France ; il fait bâtir sa maison sur un terrain de 5 ha acheté sur le Cap d’Antibes, dont une partie constitue l'actuelle Villa Thuret. Par la suite il mène des essais systématiques d'introduction et d'acclimatation de végétaux exotiques, en collaboration avec Edouard Bornet et le Muséum National d'Histoire Naturelle de Paris. Thuret est considéré un précurseur de l’acclimatation de plantes exotiques dans le sud est méditerranéen.
La Villa Thuret devient alors l'annexe méditerranéenne du Jardin des Plantes de Paris, et sert à la diffusion des espèces ornementales exotiques sur le territoire de la Côte d'Azur. Dans ses études, Thuret « travaille avec méthode : il introduit, observe, note et nous laisse un ensemble d’informations précieuses sur l’arrivée et le comportement de plantes devenues banales comme les eucalyptus, les palmiers ou les mimosas ».
Outre ses activités de botaniste, Thuret recevait dans sa villa des scientifiques, des diplomates et des artistes. George Sand évoque dans ses Lettres d’un voyageur en 1868 le plus beau jardin qu’elle ait vu de sa vie, en le décrivant comme « un Éden qui semble nager dans l’immensité ».
Après le décès de Gustave Thuret en 1875, son collaborateur Édouard Bornet continue les travaux qu’ils avaient entrepris ensemble et en publie les résultats. En 1877, Madame Louise Fould, la belle-sœur de Gustave Thuret, achète la propriété et en fait donation à l’État français, en stipulant que « la propriété doit conserver à perpétuité le nom de Villa Thuret et être rattachée à un établissement destiné à l’enseignement scientifique ». Le premier directeur du Jardin fut Charles Naudin en 1878. La Villa est rattachée d'abord au Ministère de l'Instruction publique (Direction de l'Enseignement supérieur), puis, en 1927, au Ministère de l'Agriculture (Institut de Recherches Agronomiques, depuis 1946 INRA, actuel INRAE).
En 1899, lorsque Georges Poirault arriva au Jardin de la Villa Thuret, il le trouva dans un état de demi-abandon. Naudin souffrant et non secondé, démuni de crédits pour l'entretien des cultures, avait dû les laisser péricliter. C'est donc à Poirault que l'on doit la restauration et à l'enrichissement du jardin de la Villa. En 1929 un hiver désastreux anéantit un grand nombre des plantes qui paraissaient définitivement acclimatées à la Villa Thuret. Une collection de plusieurs centaines d'espèces de Fougères exotiques disparut aussi deux ans plus tard, faute d'arrosages. Poirault réussi pourtant à réparer une grande partie des dégâts, et au moment de sa mort, en 1936, le parc renferme une grande richesse floristique.
En 2011 un projet de réhabilitation de l’herbier démarre avec le soutien d’INRAE et du département des Alpes-Maritimes, et la collaboration des bénévoles. Il est actuellement conservé dans l’obscurité, sous atmosphère contrôlée.
La Villa Thuret a reçu les labels Jardin remarquable (2007), Arbres remarquables (2015) pour l'ensemble des collections, Jardin Botanique (2017), et Maison des Illustres du Ministère de la Culture en 2019, qui met en valeur « les maisons qui conservent et transmettent la mémoire de femmes et d’hommes qui les ont habitées et se sont illustrés dans l’histoire politique, sociale et culturelle de la France ». En 2017, il a été jumelé avec le Jardin Botanique Hanbury (Vintimille, Italie).

## Le jardin botanique et les collections

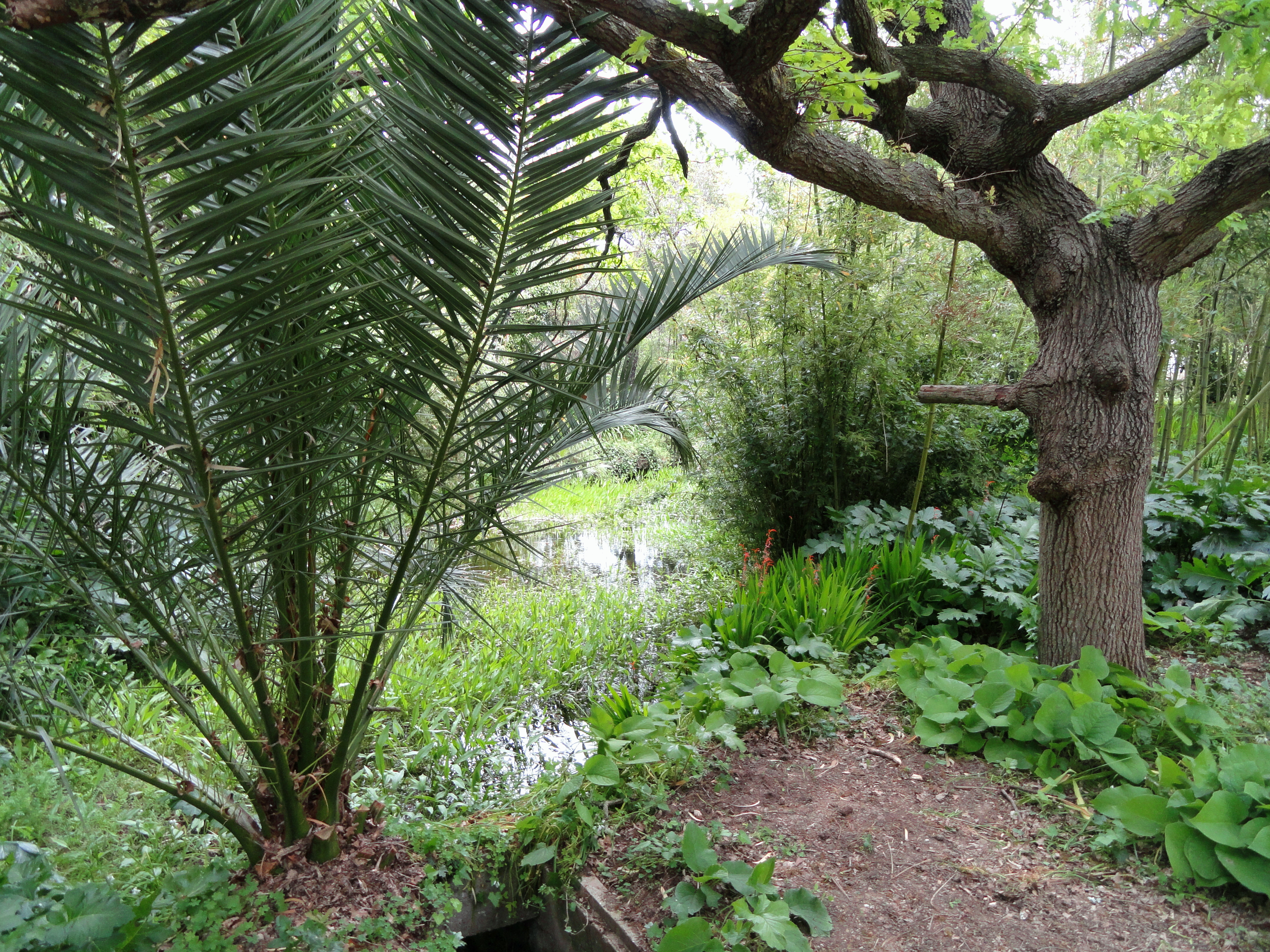
Un aspect du jardin.

Les collections actuelles se composent essentiellement d’arbres et arbustes, originaires de 380 régions du monde, adaptés au climat de type méditerranéen. Élevés en serre, ils sont ensuite acclimatés en plein air. Ces collections comprennent 2 500 arbres et arbustes représentant 1 600 espèces, répartis en 144 genres et 131 familles. Le processus d'introduction s'effectue dans le respect de la conservation de la biodiversité et de la réglementation internationale. Une partie des arbres a le label Arbre remarquable, lequel est basé sur plusieurs critères relatifs à l'âge, aux dimensions, à la forme, à l'esthétisme, à la rareté ou au statut d'espèce protégée.
L'herbier de la Villa Thuret comptait en 1879 16 collections. Une vingtaine d’autres collections ont été ajoutées depuis : Ptéridophytes de Poirault, Bryophytes de Jean Crozals, plantes des Antilles d'Henri Stehlé, parmi d'autres. L'herbier s'est aussi enrichi d’espèces exotiques provenant du Jardin Botanique Thuret et des arboretums d’INRAE. Il comporte aujourd’hui environ 70 000 planches de Cryptogames et Phanérogames, provenant du monde entier. La collection d’algues comprend 3 000 espèces.

## La maison de Gustave Thuret
Après 1877 la maison est progressivement transformée en laboratoire de recherche : entomologie, agronomie et physiologie végétale. Vers la fin des années 1940 des travaux d’agrandissements sont entrepris pour installer de nouveaux laboratoires et accueillir les chercheurs. L’empreinte de la vie de Gustave Thuret au sein de la Villa est actuellement peu marquée. L'INRAE a aménagé une salle qui lui est dédiée et a conservé la bibliothèque historique, comportant environ 2 000 titres, dont 116 précieux et 1707 périodiques,.